# Novodinia pacifica
Novodinia pacifica är en sjöstjärneart som först beskrevs av Fisher 1906.  Novodinia pacifica ingår i släktet Novodinia och familjen Brisingidae. Inga underarter finns listade i Catalogue of Life.